# Seznam južnoafriških astronomov
Seznam južnoafriških astronomov.

## B
- John Caister Bennett (1914 – 1990)

## C
- Alan William James Cousins (1903 – 2001)

## D
- Daniel du Toit (Južna Afrika, 1917 – 1981)

## F
- William Henry Finlay (1849 - 1924)

## J
- Cyril V. Jackson (1903 – 1988)
- Ernest Leonard Johnson (1891 – 1977)

## K
- Reginald Purdon de Kock (1902 – 1980)

## M
- Thebe Medupe (1973 – )

## P
- John Stefanos Paraskevopoulos (1889 – 1951)

## S
- John Francis Skjellerup (1875 – 1952)

## V
- Hendrik Van Gent (1900 – 1947)

## W
- Nigel Oscar Weiss (1936 – 2020)